# Lummelunda socken
Lummelunda socken ingick i Gotlands norra härad, ingår sedan 1971 i Gotlands kommun och motsvarar från 2016 Lummelunda distrikt.
Socknens areal är 23,79 kvadratkilometer, allt land. År 2020 fanns här 538 invånare. Sockenkyrkan Lummelunda kyrka ligger i socknen. 
Lummelunda är mest känt för att ha en av Sveriges största grottor, Lummelundagrottan, och för att ha ett av norra Europas största vattenhjul. 

## Administrativ historik
Lummelunda socken har medeltida ursprung. Socknen tillhörde Lummelunda ting som i sin tur ingick i Bro setting i Nordertredingen.
Vid kommunreformen 1862 övergick socknens ansvar för de kyrkliga frågorna till Lummelunda församling och för de borgerliga frågorna bildades Lummelunda landskommun. Landskommunen inkorporerades 1952 i Tingstäde landskommun och ingår sedan 1971 i Gotlands kommun. Församlingen uppgick 2006 i Stenkyrka församling.
1 januari 2016 inrättades distriktet Lummelunda, med samma omfattning som församlingen hade 1999/2000. 
Socknen har tillhört samma fögderier och domsagor som Gotlands norra härad. De indelta båtsmännen tillhörde Gotlands första båtsmanskompani.

## Geografi
Lummelunda socken ligger vid Gotlands nordvästra kust med Lummelundaån i söder. Socknen är slättmark med branta skogbevuxna klinter i norr.
Naturreservatet och grottan Lummelundagrottan återfinns här.

### Gårdsnamn
Annexen, Björkome, Burge, Etebols, Kambs, Kinner, Lundbjärs, Nygranne, Skomakre, Smiss, Tjauls, Överstekvarn.

### Ortnamn
Etebols, Nyhamn, Skarpek.

## Fornlämningar
Sliprännor i fast häll och i block finns i socknen. Kända från socknen ett par gravar från stenåldern samt 15 gravfält från järnåldern.
1964 påträffades i byn Burge den så kallade Burgeskatten.

## Namnet
Namnet (1350 Lomalunda) kommer troligen från prästgården. Förleden är inte tolkad , efterleden är lund, 'skogsdunge', som kan avsett en helig lund. 

## Befolkningsutveckling
| Befolkningsutvecklingen i Lummelunda socken 1750–2020 | Befolkningsutvecklingen i Lummelunda socken 1750–2020 | Befolkningsutvecklingen i Lummelunda socken 1750–2020 | Befolkningsutvecklingen i Lummelunda socken 1750–2020 | Befolkningsutvecklingen i Lummelunda socken 1750–2020 |
| --- | ----------------------------------------------------- | ----------------------------------------------------- | ----------------------------------------------------- | ----------------------------------------------------- |
| |                                                       |                                                       |                                                       |                                                       |
| År |                                                       |                                                       | Folkmängd                                             |                                                       |
| 1750 | 1750                                                  |                                                       | 189                                                   |                                                       |
| 1760 | 1760                                                  |                                                       | 157                                                   |                                                       |
| 1769 | 1769                                                  |                                                       | 186                                                   |                                                       |
| 1780 | 1780                                                  |                                                       | 209                                                   |                                                       |
| 1790 | 1790                                                  |                                                       | 198                                                   |                                                       |
| 1800 | 1800                                                  |                                                       | 206                                                   |                                                       |
| 1810 | 1810                                                  |                                                       | 226                                                   |                                                       |
| 1820 | 1820                                                  |                                                       | 233                                                   |                                                       |
| 1830 | 1830                                                  |                                                       | 237                                                   |                                                       |
| 1840 | 1840                                                  |                                                       | 239                                                   |                                                       |
| 1850 | 1850                                                  |                                                       | 298                                                   |                                                       |
| 1860 | 1860                                                  |                                                       | 369                                                   |                                                       |
| 1870 | 1870                                                  |                                                       | 399                                                   |                                                       |
| 1880 | 1880                                                  |                                                       | 361                                                   |                                                       |
| 1890 | 1890                                                  |                                                       | 381                                                   |                                                       |
| 1900 | 1900                                                  |                                                       | 371                                                   |                                                       |
| 1910 | 1910                                                  |                                                       | 421                                                   |                                                       |
| 1920 | 1920                                                  |                                                       | 392                                                   |                                                       |
| 1930 | 1930                                                  |                                                       | 362                                                   |                                                       |
| 1940 | 1940                                                  |                                                       | 354                                                   |                                                       |
| 1950 | 1950                                                  |                                                       | 294                                                   |                                                       |
| 1960 | 1960                                                  |                                                       | 229                                                   |                                                       |
| 1970 | 1970                                                  |                                                       | 185                                                   |                                                       |
| 1980 | 1980                                                  |                                                       | 270                                                   |                                                       |
| 1990 | 1990                                                  |                                                       | 318                                                   |                                                       |
| 2000 | 2000                                                  |                                                       | 382                                                   |                                                       |
| 2010 | 2010                                                  |                                                       | 433                                                   |                                                       |
| 2020 | 2020                                                  |                                                       | 538                                                   |                                                       |
| Anm: Källor: Umeå universitet - Tabellverket 1749-1859, Demografiska databasen, CEDAR, Umeå universitet, Befolkningsutvecklingen i Gotlands socknar 2000 - 2010, Folkmängden per distrikt, landskap, landsdel eller riket efter kön. År 2015 - 2022. |                                                       |                                                       |                                                       |                                                       |

### Fotnoter
1. 1 2  Svensk Uppslagsbok andra upplagan 1947–1955: Lummelunda socken
2. ↑  ”Folkmängden per distrikt, landskap, landsdel eller riket efter kön. År 2015 - 2022”. Statistikdatabasen. Statistiska centralbyrån. http://www.statistikdatabasen.scb.se/pxweb/sv/ssd/START__BE__BE0101__BE0101A/FolkmangdDistrikt/. Läst 23 april 2023.
3. ↑  ”Grottan | Lummelundagrottan - Gotlands bästa äventyr”. www.lummelundagrottan.se. http://www.lummelundagrottan.se/. Läst 21 november 2016.
4. ↑  Harlén, Hans; Harlén Eivy (2003). Sverige från A till Ö: geografisk-historisk uppslagsbok. Stockholm: Kommentus. Libris 9337075. ISBN 91-7345-139-8
5. ↑  ”Församlingar”. Statistiska centralbyrån. https://www.scb.se/hitta-statistik/regional-statistik-och-kartor/regionala-indelningar/forsamlingar/. Läst 30 december 2022.
6. ↑  Administrativ historik för Lummelunda socken (Klicka på församlingsposten). Källa: Nationella arkivdatabasen, Riksarkivet.
7. ↑  Om Gotlands båtsmanskompani
8. 1 2  Sjögren, Otto (1931). Sverige geografisk beskrivning del 2 Östergötlands, Jönköpings, Kronobergs, Kalmar och Gotlands län. Stockholm: Wahlström & Widstrand. Libris 9939
9. 1 2  Nationalencyklopedin
10. ↑  Förteckning över slipskåror
11. ↑  Fornlämningar, Statens historiska museum: Lummelunda socken
12. ↑  Fornminnesregistret, Riksantikvarieämbetet: Lummelunda socken Fornminnen i socknen erhålls på kartan genom att skriva in sockennamn (utan "socken") i "Ange geografiskt område"
13. ↑  Mats Wahlberg, red (2003). Svenskt ortnamnslexikon. Uppsala: Institutet för språk och folkminnen. Libris 8998039. ISBN 91-7229-020-X. https://isof.diva-portal.org/smash/get/diva2:1175717/FULLTEXT02.pdf